# Jon Jon Briones
Ernesto Cloma Briones Jr. (Cidade Quezon, 7 de agosto de 1965), mais conhecido como Jon Jon Briones, é um ator filipino. Ele é mais conhecido por interpretar Dr. Richard Hanover em Ratched.

## Filmografia

### Cinema
| Ano  | Título                         | Papel          | Notas          |
| ---- | ------------------------------ | -------------- | -------------- |
| 2008 | Proud American                 | Pai da Dawn    |                |
| 2008 | An Immigrant Girl's Journey    | Paulo Alcedo   | Curta-metragem |
| 2008 | Brown Soup Thing               | Tio Jon Jon    |                |
| 2010 | Breathe                        | Rhadamanths    | Curta-metragem |
| 2012 | Jolly B. Fierce                | Edward Biagan  | Curta-metragem |
| 2012 | Nico's Sampaguita              | Raul           | Curta-metragem |
| 2014 | Sinbad: The Fifth Voyage       | Gênio asiático |                |
| 2014 | Blood Ransom                   | Padre Mena     |                |
| 2016 | Miss Saigon: 25th Anniversary  | Engenheiro     |                |
| 2018 | Model Home                     | Sr. Fan        |                |
| 2019 | The Patients                   | Dr. Ramos      | Curta-metragem |
| 2023 | The Last Voyage of the Demeter | Joseph         |                |

### Televisão
| Ano       | Título                                                    | Papel                                        | Notas                                                      |
| --------- | --------------------------------------------------------- | -------------------------------------------- | ---------------------------------------------------------- |
| 2003-2004 | Las Vegas                                                 | Cosme Caliyag                                | 2 episódios                                                |
| 2007      | Moonlight                                                 | Festeiro                                     | Episódio: "Out of the Past"                                |
| 2008      | Sons of Anarchy                                           | Elvis asiático                               | Episódio: "Pilot"                                          |
| 2009      | Monk                                                      | Primeiro mercenário                          | Episódio: "Mr. Monk and the Magician"                      |
| 2010      | Miami Medical                                             | Técnico                                      | Episódio: "Diver Down"                                     |
| 2010      | Law & Order: LA                                           | Brant Ross                                   | Episódio: "Hollywood"                                      |
| 2011      | Southland                                                 | Rama                                         | Episódio: "Graduation Day"                                 |
| 2013      | The Mentalist                                             | Sr. Lam                                      | Episódio: "My Blue Heaven"                                 |
| 2014      | Bones                                                     | Adrian Lingao                                | Episódio: "Big in the Philippines"                         |
| 2017      | Criminal Minds: Beyond Borders                            | Lama Vajra                                   | Episódio: "Abominable"                                     |
| 2018      | The Assassination of Gianni Versace: American Crime Story | Modesto Cunanan                              | 2 episódios                                                |
| 2018      | Designated Survivor                                       | Primeiro-ministro Pulu                       | Episódio: "Bad Reception"                                  |
| 2018      | American Horror Story: Apocalypse                         | Ariel Augustus                               | 3 episódios                                                |
| 2019      | Better Things                                             | Ele mesmo                                    | Episódio: "The Unknown"                                    |
| 2019      | All Rise                                                  | Daniel Mendoza                               | Episódio: "How to Succeed in Law Without Really Re-Trying" |
| 2020      | Ratched                                                   | Dr. Richard Hanover                          | 8 episódios                                                |
| 2021      | The Rookie                                                | Aldo Salonga                                 | Episódio: "Revelations"                                    |
| 2022      | Star Trek: Picard                                         | Primeiro Magistrado                          | 2 episódios                                                |
| 2022-2024 | Transformers: EarthSpark                                  | Alex Malto / Multidão / Habitantes da cidade | 28 episódios                                               |
| 2023      | Class of '09                                              | Gabriel                                      | 8 episódios                                                |
| 2025      | The Equalizer                                             | Sr. Bayani                                   | Episódio: "Dirty Sexy Money"                               |
| 2025      | FBI: Most Wanted                                          | Peter Dao                                    | Episódio: "Trash Day"                                      |
| 2026      | Avatar: The Last Airbender                                | Piandao                                      |                                                            |

### Teatro
| Ano  | Título      | Papel      | Notas    |
| ---- | ----------- | ---------- | -------- |
| 2017 | Miss Saigon | Engenheiro | Broadway |
| 2019 | Hadestown   | Hermes     | Broadway |